# Constellations (Karda Estra)
Constellations is een studioalbum van Karda Estra. Het album is over een periode van twee jaar opgenomen in Wilemans eigen geluidsstudio Twenty First. De titel van het album en de composities verwijzen naar sterrenbeelden en hun respectievelijke naamgevers. De laatste track van het album is een cover van een nummer van Steve Hackett, een van Wilemans muzikale voorbeelden. 

## Musici
- Richard Wileman – alle muziekinstrumenten

Met
- Ileesha Bailey – zang
- Helen Dearnley – viool
- Caron Hansford – hobo, althobo
- Sarah Higgins – cello
- Zoe King – dwarsfluit, sopraansaxofoon, altsaxofoon
- Rachel Larkins – altviool

## Muziek
Alle muziek van Wileman, tenzij aangegeven

| Nr. | Titel                                | Duur |
| --- | ------------------------------------ | ---- |
| 1.  | The southern cross (Crux)            | 5:09 |
| 2.  | Hydra (the serpent)                  | 6:13 |
| 3.  | Cassiopeia                           | 3:36 |
| 4.  | Phoenix                              | 4:51 |
| 5.  | Scorpio                              | 7:50 |
| 6.  | Vela (The sails)                     | 9:29 |
| 7.  | Twice around the sun (Steve Hackett) | 6:14 |